# Persian King
Pour les articles homonymes, voir Persian.
Persian King, né le 18 février 2016, est un cheval de course pur-sang anglais participant aux courses hippiques de plat. 

## Carrière de courses
Persian King ne passe pas inaperçu dans le rond de présentation de l'une des plus prestigieuses courses d'inédits, le Prix de Crèvecœur, qui met aux prises durant le meeting de Deauville des poulains tenus en haute estime par leur entourage. Grand, imposant, ce superbe poulain ne peut cependant rien faire face à Anodor, qui prendra en fin de saison un accessit dans le Prix Jean-Luc Lagardère. Mais il trouve son jour en septembre, en survolant un maiden par 6 longueurs. Une forte impression confirmée deux semaines plus tard dans une course à conditions où il balaie l'opposition de 5 longueurs. Plutôt que viser le Prix Jean-Luc Lagardère, son entraîneur André Fabre décide de préparer surtout la saison suivante et envoie son protégé disputer les Autumn Stakes, un groupe 3 anglais où il s'impose à la lutte dans un lot exceptionnel, puisqu'il bat ce jour-là le futur vainqueur du Futurity Trophy et des 2000 Guinées, Magna Gracia, et le futur champion triple vainqueur de groupe 1 Circus Maximus. De quoi attendre la saison classique, en effet. 
En 2019, Persian King est acquis en majorité par Godolphin, mais continue sa carrière sous la casaque de Ballymore, celle de l'écurie Wildenstein. Il effectue un retour époustouflant dans le Prix de Fontainebleau, la préparatoire privilégiée de la Poule d'Essai des Poulains, dont il est le grand favori. Et il justifie cette confiance en s'imposant nettement dans les Guinées françaises, sa cinquième victoire de rang. Deux options s'ouvre alors pour le celui qui est peut-être le meilleur miler européen de 3 ans : rester sur sa distance et courir les St. James's Palace Stakes durant le meeting royal d'Ascot, ou bien grimper jusqu'aux 2 100 mètres du Prix du Jockey Club. C'est la deuxième option qui est retenue et Persian King est à nouveau favori du Derby français. Mais sa route croise celle d'un champion en devenir, Sottsass, qui se révèle ce jour-là, ne lui laisse aucune chance et s'approprie le record de la course. D'autant que le poulain s'est blessé durant le parcours : André Fabre annonce alors que sa saison est prématurément terminée.   
Éloigné des hippodromes pendant un an, Persian King revient dans une saison 2020 complètement chamboulée par l'épidémie de Covid, et se dérouille en prenant le premier accessit d'une Listed disputée à huis clos sur l'hippodrome de Chantilly. Une rentrée sage, qui lui permet de renouer avec la victoire dans le Prix du Muguet, en prélude à un deuxième succès au niveau groupe 1 dans le Prix d'Ispahan. Persian King est de retour. Et se dresse sur la route de la nouvelle vedette du mile, le 3 ans Anglais Palace Pier, invaincu en quatre courses et qui vient de s'offrir dans les St. James's Palace Stakes le scalp de Pinatubo, véritable phénomène à 2 ans qui n'a pas tout à fait confirmé à 3 ans. Le Prix Jacques Le Marois ne se résume toutefois pas un duel entre eux deux, puisque leur sont opposés les très bons Circus Maximus, Alpine Star (Coronation Stakes) ou Romanised. Mais de duel il n'y a pas : dans un terrain lourd qui ne lui sied pas du tout, Persian King s'effondre et termine lointain quatrième derrière Palace Pier, . Pour la première fois de sa carrière, il est bouté du podium.    
Persian King est donc en appel lorsqu'il s'aligne au départ d'un Prix du Moulin de Longchamp exceptionnel. En effet, chose rarissime, les six concurrents de l'épreuve sont des multiples vainqueurs de groupe 1, à commencer par Pinatubo (National Stakes, Dewhurst Stakes), lui aussi en appel, mais qui vient de renouer avec le succès dans le Prix Jean Prat. Au départ également, Circus Maximus (St. James's Palace Stakes, Queen Anne Stakes et tenant du titre dans le Moulin de Longchamp), Siskin (Phoenix Stakes, Irish 2000 Guineas), Victor Ludorum (Prix Jean-Luc Lagardère, Poule d'Essai des Poulains) et Romanised (Irish 2000 Guineas, Prix Jacques Le Marois). Mais retrouvant un terrain davantage à sa convenance, c'est Persian King qui s'impose, à la manière des forts, devant Pinatubo et, six longueurs plus loin, Circus Maximus. Cette performance lui vaut un rating FIAH de 125, qui s'avèrera le troisième plus haut rating mondial de l'année.    
La suite logique de la carrière de Persian King aurait pu le mener à Ascot pour les Queen Elizabeth II Stakes ou à Keeneland aux États-Unis où se déroule cette année-là la Breeders' Cup. En tout cas rester sur le mile, sa distance de prédilection. Mais son entourage décide de se lancer un défi hors du commun en l'engageant dans le Prix de l'Arc de Triomphe, la plus grande course du monde sur 2 400 mètres, lui qui ne s'est essayé qu'une fois au-delà des 2 000 mètres dans le Prix du Jockey Club. Ce coup de poker en fait l'une des attractions de la course, et une cote de méfiance puisqu'il s'élance avec le statut de troisième favori derrière la grande Enable, qui tente un triplé historique, et le fameux stayer Stradivarius, qui s'aventure lui aussi sur une distance inusitée pour lui. Mais d'eux trois, c'est Persian King qui fait la meilleure figure, récompense l'audace de son entourage en gardant une superbe troisième place derrière Sottsass et In Swoop, et achève ainsi sa brillante carrière.     

### Résumé de carrière
| Date          | Hippodrome  | Pays        | Course                      | Statut      | Distance    | Jockey        | Place       | Écart       | Vainqueur ou deuxième |
| 2018, 2 ans   | 2018, 2 ans | 2018, 2 ans | 2018, 2 ans                 | 2018, 2 ans | 2018, 2 ans | 2018, 2 ans   | 2018, 2 ans | 2018, 2 ans | 2018, 2 ans           |
| ------------- | ----------- | ----------- | --------------------------- | ----------- | ----------- | ------------- | ----------- | ----------- | --------------------- |
| 7 août        | Deauville   | France      | Prix de Crèvecœur           | Inédits     | 1 500 m     | P.-Ch. Boudot | 2e / 8      | 2           | Anodor                |
| 1er septembre | Chantilly   | France      | Prix des Terriers des Houx  | Maiden      | 1 600 m     | P.-Ch. Boudot | 1er / 6     | 6           | Boardman              |
| 15 septembre  | Chantilly   | France      | Conditions                  | Classe 1    | 1 600 m     | P.-Ch. Boudot | 1er / 7     | 5           | Lone Peak             |
| 13 octobre    | Newmarket   | Royaume-Uni | Autumn Stakes               | Gr. 3       | 1 600 m     | P.-Ch. Boudot | 1er / 8     | enc.        | Magna Grecia          |
| 2019, 3 ans   |             |             |                             |             |             |               |             |             |                       |
| 14 avril      | Longchamp   | France      | Prix de Fontainebleau       | Gr. 3       | 1 600 m     | P.-Ch. Boudot | 1er / 5     | 5           | Epic Hero             |
| 12 mai        | Longchamp   | France      | Poule d'Essai des Poulains  | Gr. 1       | 1 600 m     | P.-Ch. Boudot | 1er / 10    | 1           | Shaman                |
| 2 juin        | Chantilly   | France      | Prix du Jockey Club         | Gr. 1       | 2 100 m     | P.-Ch. Boudot | 2e / 15     | 2           | Sottsass              |
| 2020, 4 ans   |             |             |                             |             |             |               |             |             |                       |
| 10 juin       | Chantilly   | France      | Prix de Montretout          | Listed      | 1 600 m     | P.-Ch. Boudot | 2e / 5      | cte enc.    | Magny Cours           |
| 28 juin       | Saint-Cloud | France      | Prix du Muguet              | Gr. 2       | 1 600 m     | P.-Ch. Boudot | 1er / 5     | 1 ¼         | Pretreville           |
| 19 juillet    | Longchamp   | France      | Prix d'Ispahan              | Gr. 1       | 1 850 m     | P.-Ch. Boudot | 1er / 8     | 2           | Stormy Antarctic      |
| 16 août       | Deauville   | France      | Prix Jacques Le Marois      | Gr. 1       | 1 600 m     | P.-Ch. Boudot | 4e / 7      | 8 ¾         | Palace Pier           |
| 6 septembre   | Longchamp   | France      | Prix du Moulin de Longchamp | Gr. 1       | 1 600 m     | P.-Ch. Boudot | 1er / 6     | 1 ¾         | Pinatubo              |
| 4 octobre     | Longchamp   | France      | Prix de l'Arc de Triomphe   | Gr. 1       | 2 400 m     | P.-Ch. Boudot | 3e / 11     | 2           | Sottsass              |

## Au haras
Persian King reste en France pour y entamer une seconde carrière d'étalon, au Haras d'Étreham, où il est proposé pour sa première année à 30 000 €.

## Origines
Comme Palace Pier, Persian King ressort de la première génération de produits du champion miler Kingman, lauréat des St. James's Palace Stakes et du Prix Jacques Le Marois. Son prix de saillie était de £ 55 000 quand Persian King a été conçu. Deux ans plus tard, il avait quasiment triplé (£ 150 000), Kingman s'affirmant comme l'un des meilleurs étalons européens.
Côté maternel, Persian King appartient à la fameuse lignée des "P" de l'élevage Wildenstein, fondée par sa cinquième mère Plencia, la mère de Pawneese, et dans laquelle on trouve des dizaines de chevaux de groupe évoluant sous la casaque bleue. Ainsi Palmeraie, sa troisième mère, est la sœur de Peinture Bleue (par Alydar), qui a remporté un groupe 2 américain et a surtout engendré le crack Peintre Célèbre (Prix de l'Arc de Triomphe, cheval de l'année 1997 en Europe), et celle de Provins (par Chief's Crown), deuxième notamment des San Luis Rey Stakes (Gr.1). Il est aussi apparenté à Planteur (Prix Ganay, 2e Prix du Jockey Club, Grand Prix de Paris, 3e Dubaï World Cup), Policy Maker (2e Grand Prix de Saint-Cloud, 4e Japan Cup) ou encore, hors élevage Wildenstein, à Stradivarius.

### Pedigree
| Origines de Persian King (IRE), mâle alezan née en 2016 | Origines de Persian King (IRE), mâle alezan née en 2016 | Origines de Persian King (IRE), mâle alezan née en 2016 | Origines de Persian King (IRE), mâle alezan née en 2016 |
| ------------------------------------------------------- | ------------------------------------------------------- | ------------------------------------------------------- | ------------------------------------------------------- |
| Père Kingman 2011                                       | Invincible Spirit 1997                                  | Green Desert                                            | Danzig                                                  |
| Père Kingman 2011                                       | Invincible Spirit 1997                                  | Green Desert                                            | Foreign Courier                                         |
| Père Kingman 2011                                       | Invincible Spirit 1997                                  | Rafha                                                   | Kris                                                    |
| Père Kingman 2011                                       | Invincible Spirit 1997                                  | Rafha                                                   | Eljazzi                                                 |
| Père Kingman 2011                                       | Zenda 1999                                              | Zamindar                                                | Gone West                                               |
| Père Kingman 2011                                       | Zenda 1999                                              | Zamindar                                                | Zaizafon                                                |
| Père Kingman 2011                                       | Zenda 1999                                              | Hope                                                    | Dancing Brave                                           |
| Père Kingman 2011                                       | Zenda 1999                                              | Hope                                                    | Bahamian                                                |
| Mère Pretty Please 2009                                 | Dylan Thomas 2003                                       | Danehill                                                | Danzig                                                  |
| Mère Pretty Please 2009                                 | Dylan Thomas 2003                                       | Danehill                                                | Razyana                                                 |
| Mère Pretty Please 2009                                 | Dylan Thomas 2003                                       | Lagrion                                                 | Diesis                                                  |
| Mère Pretty Please 2009                                 | Dylan Thomas 2003                                       | Lagrion                                                 | Wrap It Up                                              |
| Mère Pretty Please 2009                                 | Plante Rare 2002                                        | Giant's Causeway                                        | Storm Cat                                               |
| Mère Pretty Please 2009                                 | Plante Rare 2002                                        | Giant's Causeway                                        | Mariah's Storm                                          |
| Mère Pretty Please 2009                                 | Plante Rare 2002                                        | Palmeraie                                               | Lear Fan                                                |
| Mère Pretty Please 2009                                 | Plante Rare 2002                                        | Palmeraie                                               | Petroleuse (famille 9)                                  |